# Dana Vávrová
Dana Vávrová (Praag, 9 augustus 1967 - München, 5 februari 2009) was een Tsjechisch-Duitse actrice en regisseur.

## Levensloop
Als zesjarige was zij al een kindster in het toenmalige Tsjechoslowakije. In 1982 werd zij in Duitsland in een klap beroemd als de jonge Janina David in de televisieserie Ein Stück Himmel. Zij kreeg voor deze rol de Goldene Kamera, de Goldene Gong en de Adolf-Grimme-Preis.
In 1988 speelde zij in de film Herbstmilch de vrouwelijke hoofdrol als Anna Wimschneider in de regie van Joseph Vilsmaier. Voor deze rol kreeg zij in 1989 samen met haar filmpartner Werner Stocker de Bayerischer Filmpreis, de Deutscher Filmpreis en de Deutscher Darstellerpreis voor jong talent.
In 1986 trouwde zij als negentienjarige met de bijna dertig jaar oudere regisseur, cameraman en producent Joseph Vilsmaier. Ze kregen drie dochters, Janina, Theresa en Josefina, die ook actrice zijn.
Dana Vávrová overleed begin 2009 op 41-jarige leeftijd aan kanker.

## Filmografie

### Als actrice
- 1976: Es leben die Geister/ Unsere Geister sollen leben! - regie: Oldřich Lipský
- 1977: Eine Hauptrolle für Rosmaryna - regie: Věra Plivová-Simková
- 1978: Brontosaurus - regie: Věra Plivová-Simková
- 1978: Vražedné pochybnosti – regie: Ivo Toman
- 1978: Kulový blesk – regie: Zdeněk Podskalský, Ladislav Smoljak
- 1979: Koncert na konci lèta - regie František Vláčil
- 1981: Arabela (televisie) - regie: Václav Vorlíček
- 1982: Ein Stück Himmel (televisie) - regie: Franz Peter Wirth
- 1983: Levé křídlo – regie: Jiří Hanibal
- 1983: Kluk za dvě pětky - regie: Jaromír Borek
- 1984: Amadeus - regie: Miloš Forman, met Tom Hulce
- 1984: Bambinot - (televisieserie, regie Jaroslav Dudek)
- 1984: My všichni školou povinní (televisieserie, regie: Ludvík Ráža)
- 1984: Amadeus – regie: Miloš Forman
- 1985: Johann Sebastian Bach - regie: Lothar Bellag
- 1987: Derrick: Fliegender Vogel - (televisieserie, regie Wolfgang Becker)
- 1987: Pan Tau - regie: Jindřich Polak
- 1988: Herbstmilch - regie: Joseph Vilsmaier, met Werner Stocker, Claude-Oliver Rudolph
- 1991: Rama dama - regie: Joseph Vilsmaier, met Werner Stocker, Ivana Chýlková, Hans Schuler
- 1992: Rosenemil - regie: Radu Gabrea, met Werner Stocker
- 1992: Der Nachbar - regie: Götz Spielmann, met Rudolf Wessely, Wolfgang Böck
- 1993: Stalingrad - regie: Joseph Vilsmaier, met Thomas Kretschmann, Jochen Nickel
- 1993: Pizza Arrabiata (televisiefilm) - regie: Jochen Richter
- 1995: Schlafes Bruder - regie: Joseph Vilsmaier, met André Eisermann, Ben Becker
- 1997: Comedian Harmonists - regie: Joseph Vilsmaier
- 1997: Tatort: Nahkampf (als Manon Kampmann)
- 1999: Ich wünsch dir Liebe - regie: Wiktor Grodecki
- 2000: Der Bär ist los! (als stomme postvrouw) - regie: Dana Vávrová
- 2000: Das Weibernest (als Marie Steiner)
- 2001: Tatort - Berliner Bärchen (als Theresa)
- 2002: Tatort - Undercover
- 2002: August der Glückliche (TV) - regie: Joseph Vilsmaier
- 2004: Der Vater meines Sohnes (TV) - regie: Dagmar Damek
- 2004: Bergkristall - regie: Joseph Vilsmaier
- 2004: Grenzverkehr – regie: Stefan Betz
- 2005: Polizeiruf 110 - Die Tote aus der Saale (als Vera Baumbach)
- 2006: Ein Hauptgewinn für Papa (als Anja Lohse) - regie: Bodo Fürneisen
- 2006: Lamento – regie: René Sydow, Daniel Hedfeld
- 2007: Der Alte - Wenn Liebe zuschlägt
- 2008: Die Gustloff - (als Lilli Simoneit) regie: Joseph Vilsmaier

### Als regisseur
- 1995: Wia die Zeit vergeht (documentaire) - regie: Dana Vávrová
- 1996: Hunger - Sehnsucht nach Liebe - regie: Dana Vávrová
- 1999: Der Bär ist los - regie: Dana Vávrová
- 2006: Der letzte Zug - regie: Dana Vávrová, Joseph Vilsmaier

- Gemeinsame Normdatei: 121979377
- International Standard Name Identifier: 0000 0001 0972 074X
- Library of Congress Control Number: n00113758
- Nationale Bibliotheek van Tsjechië: jn20010601992
- Nationale Bibliotheek van Israël: 987007457588905171
- Nationale Bibliotheek van Polen: a0000002690823
- Système universitaire de documentation: 100476309
- Virtual International Authority File: 52559194
- WorldCat: E39PBJw8RqRRyyXCwjdjVcpF8C